# Iki (Nagasaki)
Iki (japonsky 壱岐市, Iki-ši) je město v Japonsku na ostrově Iki v prefektuře Nagasaki.  V listopadu 2022 činil počet zdejších obyvatel 25 042 jedinců při hustotě zalidnění 202 obyvatel na km2. Celková rozloha činí 138,57 km2.
Souostroví Iki, které je spravováno jako město Iki, se rozkládá v Cušimském průlivu asi 80 km na západ od města Fukuoka na ostrově Kjúšú. Město Iki tak sestává ze 4 obydlených a 19 neobydlených ostrovů. Celá oblast se spolu se sousedními ostrovy Cušima nachází v Národním parku Iki─Cušima.

## Historie
Souostroví Iki bylo osídleno již v době Japonského paleolitu a archeologové zde nalezli četné artefakty z období Džómon, Jajoi a Kofun, jež svědčí o nepřetržitém lidském osídlení a činnosti.
V rámci reforem z druhé poloviny 7. století založených na čínském filozofickém směru zvaném legismus byly ostrovy uspořádány a řízeny jako provincie.
V roce 1019 v napadli souostroví při invazi Toi džürčenští piráti. Oblast poté ovládl klan Macura, za jehož vlády došlo k rozvoji obchodu a obchodních styků mezi korejským královstvím Korjo, Cušimou, Iki a Kjúšú. Ostrovy však opět zpustošily mongolské invaze do Japonska v letech 1274 a 1281, během nichž Mongolové povraždili množství ostrovanů. V období Muromači si zde svoji hlavní základnu zřídili piráti Wo-kchou, kteří drancovali osady na čínském a korejském pobřeží. Po založení tokugawského šógunátu se ostrovy dostaly pod správu knížectví Hirado. 
Po reformách císaře císaře Meidžiho se ostrovy staly od roku 1871 součástí takzvané prefektury Hirado, která posléze přešla pod prefekturu Nagasaki. Oblast čítající celkem 22 vesnic byla rozdělena na okresy Iki a Išida. Těchto 22 vesnic bylo do roku 1889 sloučeno do 12 vesnic. Okres Išida byl roku 1896 zrušen. Z větších vesnic se časem stala města. Mušozu bylo povýšeno v roce 1925, roku 1935 následovalo Kacumoto a v roce 1947 Takawa. Roku 1955 byla Takawa přejmenována na Ašibe a byla vytvořena Gónoura. Išida se stala městem v roce 1970. 
Současné město Iki vzniklo 1. března 2004 sloučením měst Ašibe, Gónoura, Išida a Kacumoto, všechna z okresu Iki. 

## Hospodářství
Ostrov má bohaté zásoby podzemní vody a řada zdejších obyvatel se věnuje zemědělství. Hlavními tržními plodinami jsou rýže a tabák. Komerční rybolov a lov velryb, jež kdysi bývaly hlavním pilířem místní ekonomiky, jsou od 80. let 20. století značně omezeny. Nyní se loví hlavně mořští ježci, sardinky, makrely, ušně a řasy kombu.  Rostoucím odvětvím místní ekonomiky je cestovní ruch.

## Doprava
Ostrov Iki má trajektové terminály v Ašibe, Išidě a Gónouře, jež ostrovanům zajišťují spojení s ostrovy Kjúšú a Honšú. Na východním pobřeží ostrova se nachází letiště Iki, odkud létají spoje do Nagasaki.  Vesničky na ostrově spojuje Japonská národní silnice 382. Veřejnou dopravu zajišťuje autobusová společnost Iki-kocu.

## Sesterská města
- Suwa, prefektura Nagano ─ od 24. května 1994